# Eckelsheim
Eckelsheim település Németországban, Rajna-vidék-Pfalz tartományban. Lakosainak száma 376 fő (2023. december 31.).

## Népesség
A település népességének változása:
| Lakosok száma | 475  | 410  | 396  | 404  | 391  | 376  |
|               | 1975 | 2017 | 2019 | 2021 | 2022 | 2023 |